# Charqueada (kommun)
Charqueada är en kommun i Brasilien.   Den ligger i delstaten São Paulo, i den sydöstra delen av landet, 800 km söder om huvudstaden Brasília. Antalet invånare är 15 086. Arean är 175 998 kvadratkilometer.
Terrängen i Charqueada är kuperad.
Följande samhällen finns i Charqueada:
- Charqueada

Omgivningarna runt Charqueada är en mosaik av jordbruksmark och naturlig växtlighet. Runt Charqueada är det tätbefolkat, med 308 invånare per kvadratkilometer.